# 新市区 (台南市)

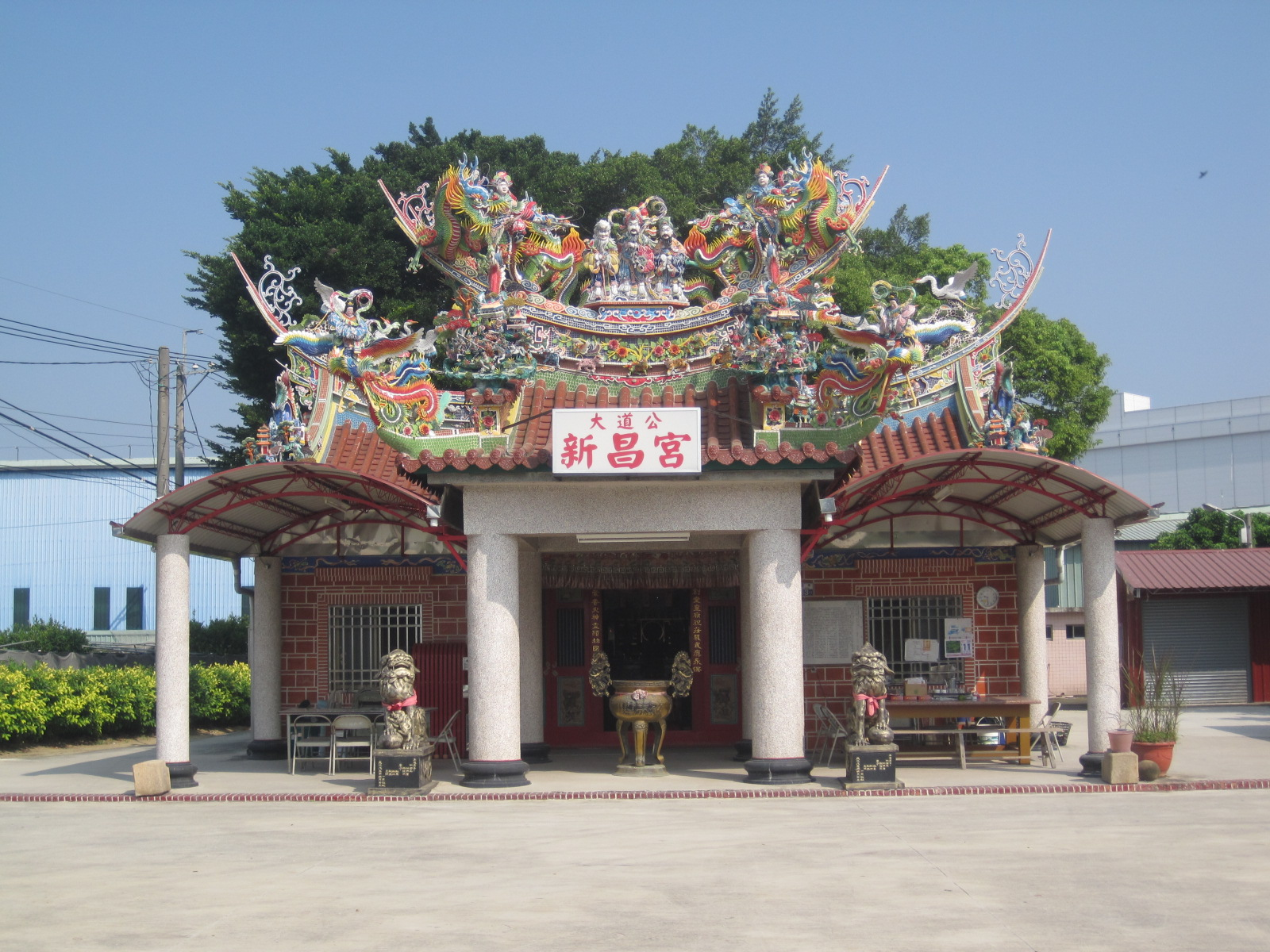
大道公新昌宮

新市区（シンシー/しんし-く）は台南市の市轄区。

## 地理
新市区は台南市南西部に位置し、北は善化区と、東は山上区と、西は安定区と、西南は安南区と、南は永康区、新化区とそれぞれ接している。全域が嘉南平原に属し、起伏に乏しい平地となっている。

## 歴史
新市は古くは原住民の平埔族に属するシラヤ族新港社の居住地であった。近隣の山間部から台南地区への交通の要衝に位置したため、鄭氏政権時代に集落が形成され交易が行なわれるようになり、新興の市場とのことで「新市」の名称が発生し、清代になり「新港庄」が設置されるに至った。
日本統治時代に新市駅が設けられると発展が急速に進捗し、1920年の台湾地方改制の際、この地に「新市庄」を設け台南州新化郡の管轄とした。台湾の中華民国への編入後は台南県新市郷に改編され、2010年12月25日に台南県が台南市に編入されたことに伴って新市区となり、現在に至る。

## 行政区
| 里                                                                                     |
| -------------------------------------------------------------------------------------- |
| 新市里、新和里、社内里、大洲里、豊華里、三舎里、大営里、大社里、潭頂里、港墘里、永就里 |

## 歴代区長
| 代 | 氏名 | 退任日 |
| -- | ---- | ------ |

## 教育

### 大学
- 中信科技大学

### 高校
- 国立南科国際実験高級中学

### 国民中学
- 台南市立新市国民中学
- 国立南科国際実験高級中学国中部

### 国民小学
- 台南市新市区新市国民小学
- 台南市新市区大社国民小学
- 国立南科国際実験高級中学国小部

## 交通

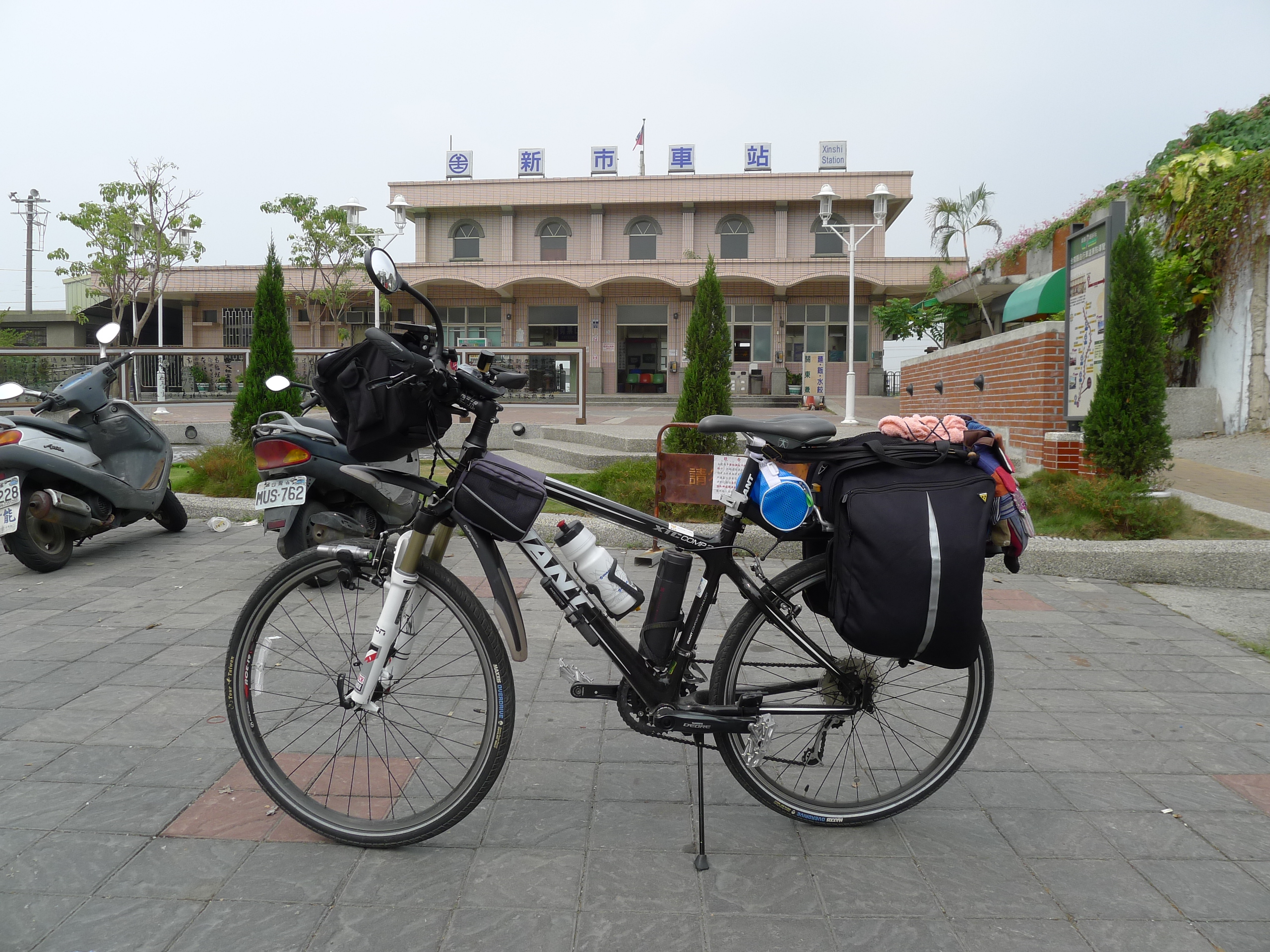
新市駅の遠景

| 種別 | 路線名称 | その他        |
| ---- | -------- | ------------- |
| 鉄道 | 縦貫線   | 南科駅 新市駅 |
| 国道 | 国8線    | 新市IC        |
| 省道 | 台1線    |               |
| 省道 | 台19甲線 |               |

## 観光
- 大社張家古厝
- 三舎林家古厝
- 大洲柯家古厝
- 南科新港堂（中国語版）
- 新市大道公新昌宮
- 新市永安宮（中国語版）
- 南科滞洪池群

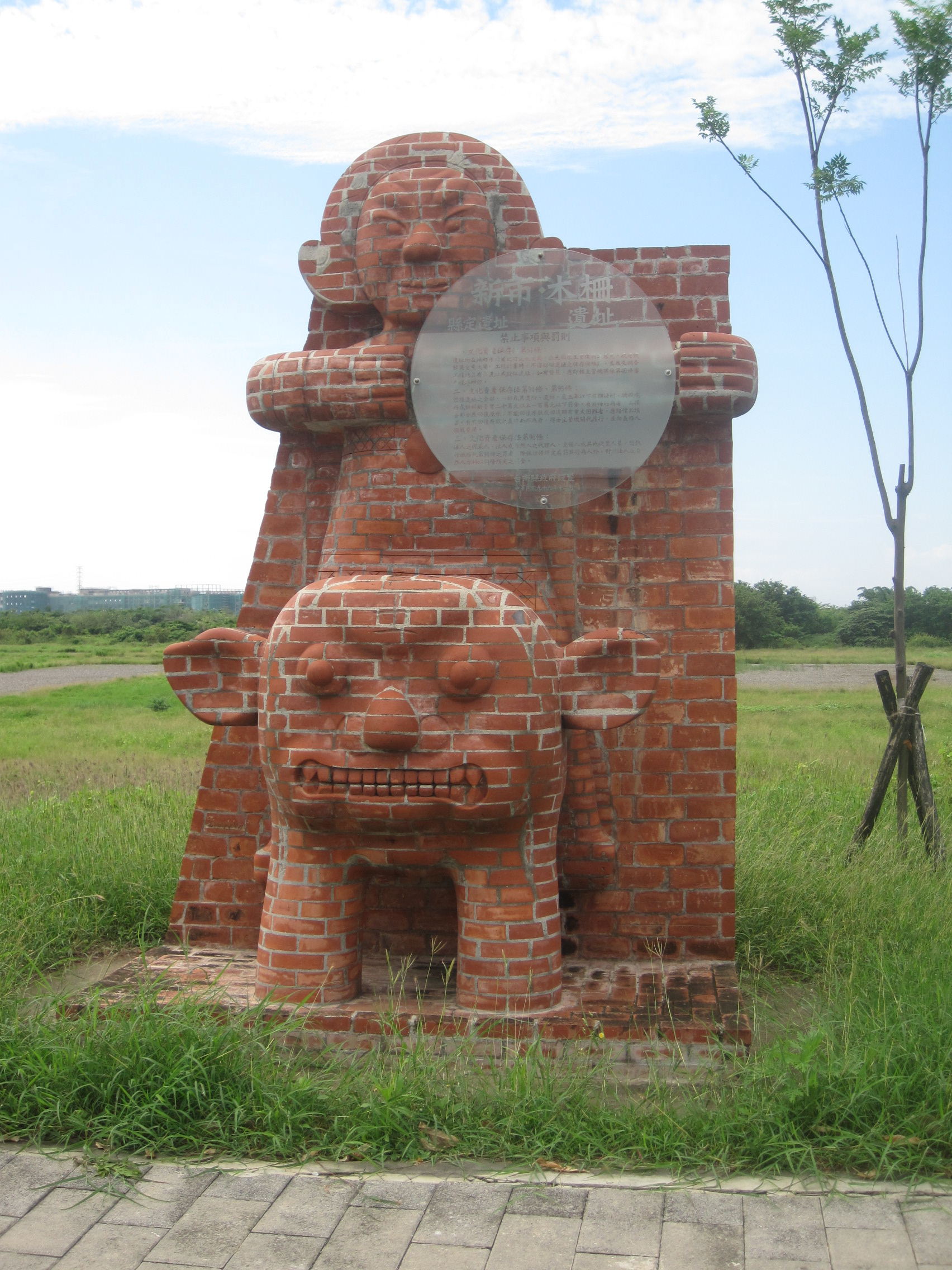
新市木柵遺跡

- 国立台湾史前文化博物館南科考古館（中国語版）
- 南科考古遺跡（中国語版）
  - 道爺古墓
  - 新市木柵遺跡
  - 道爺南糖廍遺址
  - 五間厝南遺址
  - 旗竿地遺址
  - 痩砂遺址
- 大洲バッファローの牛小屋（大洲水牛的家）